# Lionel Emmett
Lionel Emmett   (Achalpur, 8 de gener de 1913 - Colchester, 9 d'agost de 1996) va ser un jugador d'hoquei sobre herba indi que va competir durant la dècada de 1930.
El 1936 va prendre part en els Jocs Olímpics de Berlín, on va guanyar la medalla d'or com a membre de l'equip indi en la competició d'hoquei sobre herba. Durant la Segona Guerra Mundial va servir a l'Indian Army Medical Corps i fou reconegut com a MBE i va rebre la Creu Militar.